# محطة البواخر (ساليرنو)
مشروع محطة البواخر في ساليرنو هو مشروع فازت به زها حديد بجنوب إيطاليا عام 2000. ويُعد بمثابة تكوين بصري وتشكيلي وانتقالي بين الأرض والبحر، مثل علامة تشكيلية تذوب فيها اليابسة داخل الماء. جاء تصميم محطة البواخر بوصفه قطعة نادرة مستخرجة من البحر. تعكس علاقة ترابطية بين المدينة والماء، والذي جعلها بدوره تحفة فنية رائعة بين اليابسة والماء في رصيف الميناء التجاري للمدينة المرتبط مباشرة ببناء ساحة الحرية والواجهة البحرية. وهي تشبه المحارة في شكلها، واستخدمت في تصميمها هياكل قشرية وذات محيط ناعم كما الباخرة تمامًا بانحناءاتها وتداخلاتها. يُعد سقفها ذو أعصاب ممتدة للحماية من أشعة الشمس الشديدة. وقد نحتت الأرض كتل ناعمة وممرات مائلة. وتقود كل هذه المساحة الراكبين بوضوح عبر المبنى، وتعمل فكرة الإضاءة في مستوى آخر أيضًا. فمن الخارج، تُأثر كما لو كان منزلًا خفيفًا على الميناء. تتكون المحطة من ثلاثة عناصر متداخلة. يُوجد عدد من المقرات لإدارة المحطة في أعلاها وحولها، ومحطة للمعدات ومحطة لقوارب النزهة.